# Arash Saeidi

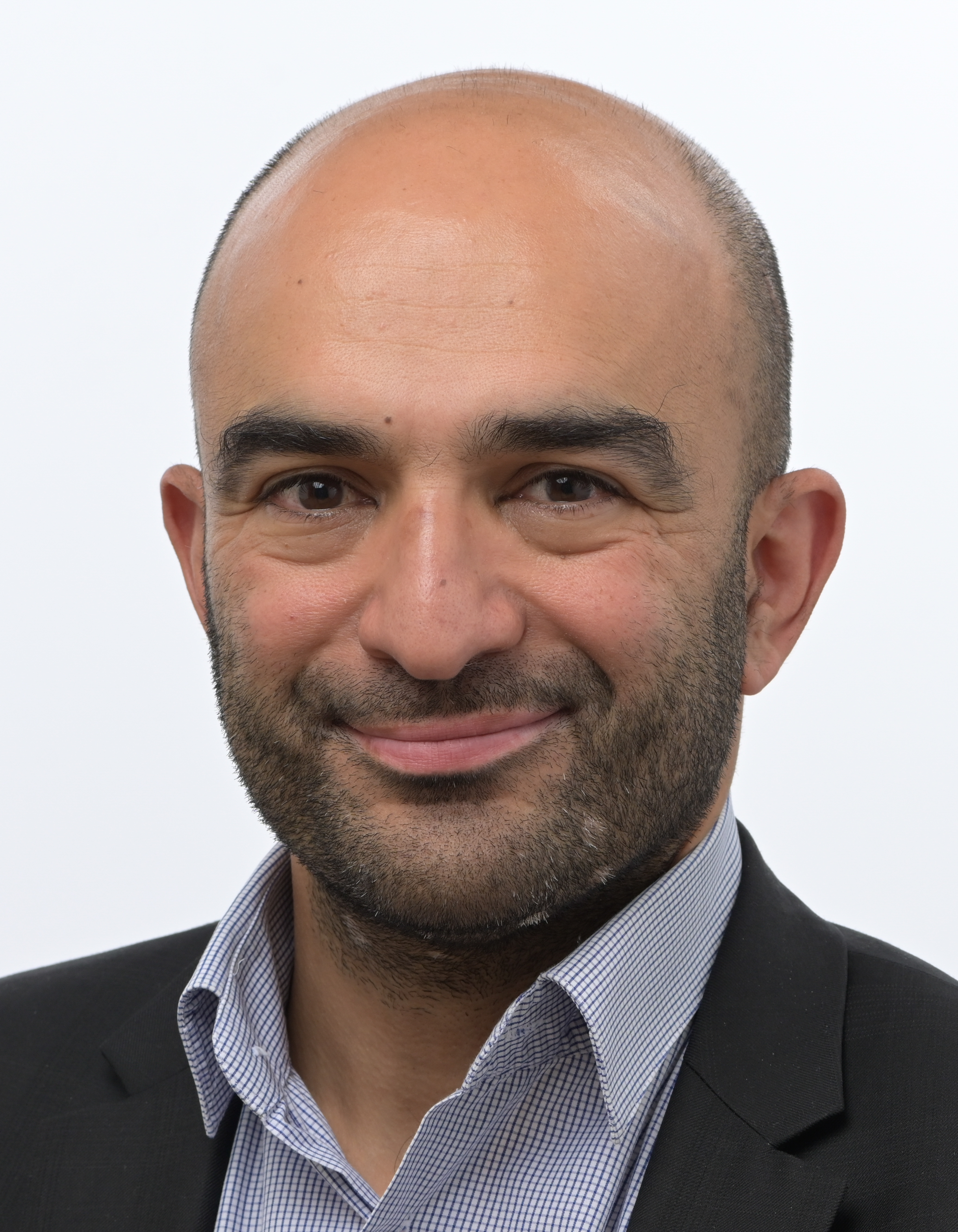
Arash Saeidi (2024)

Arash Saeidi (* 25. Mai 1975 in Teheran, Iran) ist ein französischer Restaurantbesitzer und Politiker. Seit 2024 ist er Mitglied des Europäischen Parlaments in der Fraktion Die Linke.

## Leben
Im Jahr 1979 floh seine Familie mit dem damals vierjährigen Arash nach Angers in Frankreich. Er studierte Jura in Lille.

## Politische Karriere
2007 trat Saeidi der Sozialistischen Partei bei. Er ist ein Anhänger der pluralistischen Linken um Lionel Jospin und galt lange als Vertrauter von Benoît Hamon. Nach der Wahl von François Hollande verließ er die Sozialistische Partei. Er sei zwar immer noch Sozialist, könne sich aber nicht mit der von Hollande umgesetzten Politik identifizieren. 2017 schloss er sich der von Hamon gegründeten Partei Generation.s an.
2021 war Saeidi Spitzenkandidat der Partei L’Écologie ensemble – Solidaire & Citoyenne für die Regionalwahlen im Département Maine-et-Loire. Nach seiner Wahl war er seitdem Mitglied des Regionalrats der Region Pays-de-la-Loire.
Im Februar 2024 initiierte Saeidi gemeinsam mit Léa Filoche, die beiden Partikoordinatoren, eine interne Abstimmung unter Mitgliedern der Generation.s, welchem Bündnis man sich für die Europawahl 2024 anschließen solle. Die Mehrheit der Mitglieder stimmte für eine Vereinigung mit La France Insoumise. In Verhandlungen mit LFI konnten die beiden Verantwortlichen die Listenplätze sechs und 13 für Generation.s sichern, Saeidi war als Kandidat für Platz sechs vorgesehen. Saeidi und Filoche wurden daraufhin von Parteispitze suspendiert und von ihren Ämtern entbunden. Man warf ihnen vor, die Abstimmung illegal organisiert zu haben, das Ergebnis sei in keiner Weise bindend.
Saeidi trat bei der Europawahl 2024 daraufhin auf Platz sechs der Liste von La France Insoumise an – wie zuvor im Rahmen der Mitgliederabstimmung vereinbart – und wurde ins Europaparlament gewählt. Dort schloss er sich der Linksfraktion an.